# جوزيف هاميلتون لامبرت
جوزيف هاميلتون لامبرت (بالإنجليزية: Joseph Hamilton Lambert)‏ هو مصرفي أمريكي، ولد في 1 ديسمبر 1825 في مقاطعة فيغو في الولايات المتحدة، وتوفي في 12 نوفمبر 1909 في بورتلاند في الولايات المتحدة.